# Tornos
Tornos es una localidad y municipio español de la provincia de Teruel situado en la Comarca del Jiloca, comunidad autónoma de Aragón. Se ubica al noroeste de su provincia, a 86,9 km de Teruel. Tiene un área de 48,74 km² con una población de 196 habitantes (INE 2022) y una densidad de 4,02 hab/km². El código postal es 44230.

## Geografía
Tornos está situado en el Campo de Bello, provincia de Teruel, en pleno Sistema Ibérico, junto a la laguna de Gallocanta, a 1018 metros sobre el nivel del mar.
Parte de su término municipal está ocupado por la reserva natural dirigida de la Laguna de Gallocanta.
Se llega por la carretera local TE-400, a 13 km de distancia de Calamocha y a 84 de Teruel.

### Clima
Tiene inviernos largos, con frecuentes heladas, desde septiembre hasta junio, y fuertes oscilaciones térmicas entre el día y la noche. Sus noches de verano son conocidas como unas de las más frías de España.

## Historia
La primera mención de Tornos aparece en 1204. En 1208 Pedro II de Aragón confirma al monasterio de Marimond la donación de Tornos hecha por doña Catalana. Siempre fue tierra de realengo. Fue aldea de la Comunidad de Daroca, y como tal, defendió la frontera frente a los ataques castellanos en la Edad Media.
En el año 1248, por privilegio de Jaime I, este lugar se desliga de la dependencia de Daroca, pasando a formar parte de la Sesma del Río Jiloca en la Comunidad de Aldeas de Daroca, que dependían directamente del rey, perdurando este régimen administrativo hasta la muerte de Fernando VII en 1833, siendo disuelta ya en 1838.
Durante la Guerra de la Independencia contra los franceses, las tropas españolas se replegaron, quedando al sur de Aragón solo un regimiento al mando del Coronel Ramón Gayan, a quien los franceses, el 20 de junio de 1809 desalojaban del estratégico punto de la Virgen del Águila, y le obligaron a retirarse a Tornos, esperando a unirse a otras tropas que venían en su auxilio. En 1810 salió de Daroca el coronel Kliski y cerca a las avanzadas en Castejón y Tornos, Villacampa atacó con la caballería pero fue derrotado y se retiró.
En épocas recientes, durante la contienda civil de 1936, Tornos se integró en el Bando Nacional y aunque no fue escenario de enfrentamientos, los vecinos acudieron con sus caballerías y volquetes para ayudar en la construcción del aeródromo de Bello, base para los bombarderos HS-123 y los cazas que partían hacia la batalla de Teruel. En Tornos se hospedaron militares que tenían sus operaciones en el aeródromo; entre otros mandos, se alojó en casa de la familia Luna Ruiz, el piloto Kindelán con su escuadrilla y en la huerta de los Martín, el piloto Joaquín García Morato con su escuadrilla. Los componentes de la banda de música se repartieron entre varias casas y realizaban los ensayos en un céntrico corral de esta localidad, mientras que los soldados se acomodaban en pajares y parideras.
Los jóvenes de Tornos lucharon principalmente en el frente de Teruel,Belchite o Huesca, muriendo 13 personas en combate.Las escasas bombas que cayeron en el pueblo no produjeron bajas y tampoco hubo fusilamientos, ya que el alcalde, Andrés Luna, y el resto de los vecinos, protegieron la vida de los republicanos de Tornos al negarse a facilitar una lista con sus nombres. Desgraciadamente, unos jornaleros que llegaron a Castejón de Tornos fueron confundidos con republicanos y fusilados en la paridera de carracalamocha.Sus restos se encuentran en el cementerio de Tornos.

## Demografía
Tornos cuenta con una población de 182 habitantes (INE 2024).
| Gráfica de evolución demográfica de Tornos entre 1842 y 2021                                                        |
| |
| Población de derecho según los censos de población del INE Población de hecho según los censos de población del INE |

## Economía
Predomina el sector primario, la agricultura de secano y ganadería. Sus llanuras cerealistas producen trigo, cebada, avena, girasol, etc. El tradicional cultivo del azafrán ha sido relegado al consumo familiar.

## Administración y política
| Período   | Alcalde                  | Partido |  |
| --------- | ------------------------ | ------- |  |
| 1979-1983 | Juan José Luna Bruna     | UCD     |  |
| 1983-1987 |                          |         |  |
| 1987-1991 |                          |         |  |
| 1991-1995 |                          |         |  |
| 1995-1999 |                          |         |  |
| 1999-2003 |                          |         |  |
| 2003-2007 |                          |         |  |
| 2007-2011 |                          |         |  |
| 2011-2015 | Santiago Domínguez Traid | PSOE    |  |

| Partido político    | Partido político                                   | 2003   | 2007   | 2011   | 2015   |
| Partido político    | Partido político                                   | Ediles | Ediles | Ediles | Ediles |
|                     | Partido de los Socialistas de Aragón (PSOE-Aragón) | 4      | 4      | 3      | 5      |
|                     | Partido Popular de Aragón (PP)                     | —      | 1      | 2      | —      |
|                     | Partido Aragonés (PAR)                             | 1      | 0      | 0      | 0      |
|                     | Chunta Aragonesista (CHA)                          | —      | 0      | 0      | 0      |
| Total de concejales | Total de concejales                                | 5      | 5      | 5      | 5      |

## Cultura
Músicos de Tornos
- Entre los artistas nacidos en Tornos, cabe mencionar al compositor Fernando Luna Vicente, autor de temas populares en la última década del siglo XX como El bus de La Romántica Banda Local o la Canción de Espinete de Barrio Sésamo.

### Gastronomía
En gastronomía destacan todos los derivados del cerdo, especialmente el curado de jamones en la forma tradicional, al aire. Son excelentes las conservas de lomo y longaniza. El postre típico son las charravascas (pequeños cuadrados de pasta con sabor anisado envueltos en azúcar caramelizado). La dieta se complementa con las aportaciones de verduras que desde siglos se producen en los huertos familiares.

### Patrimonio

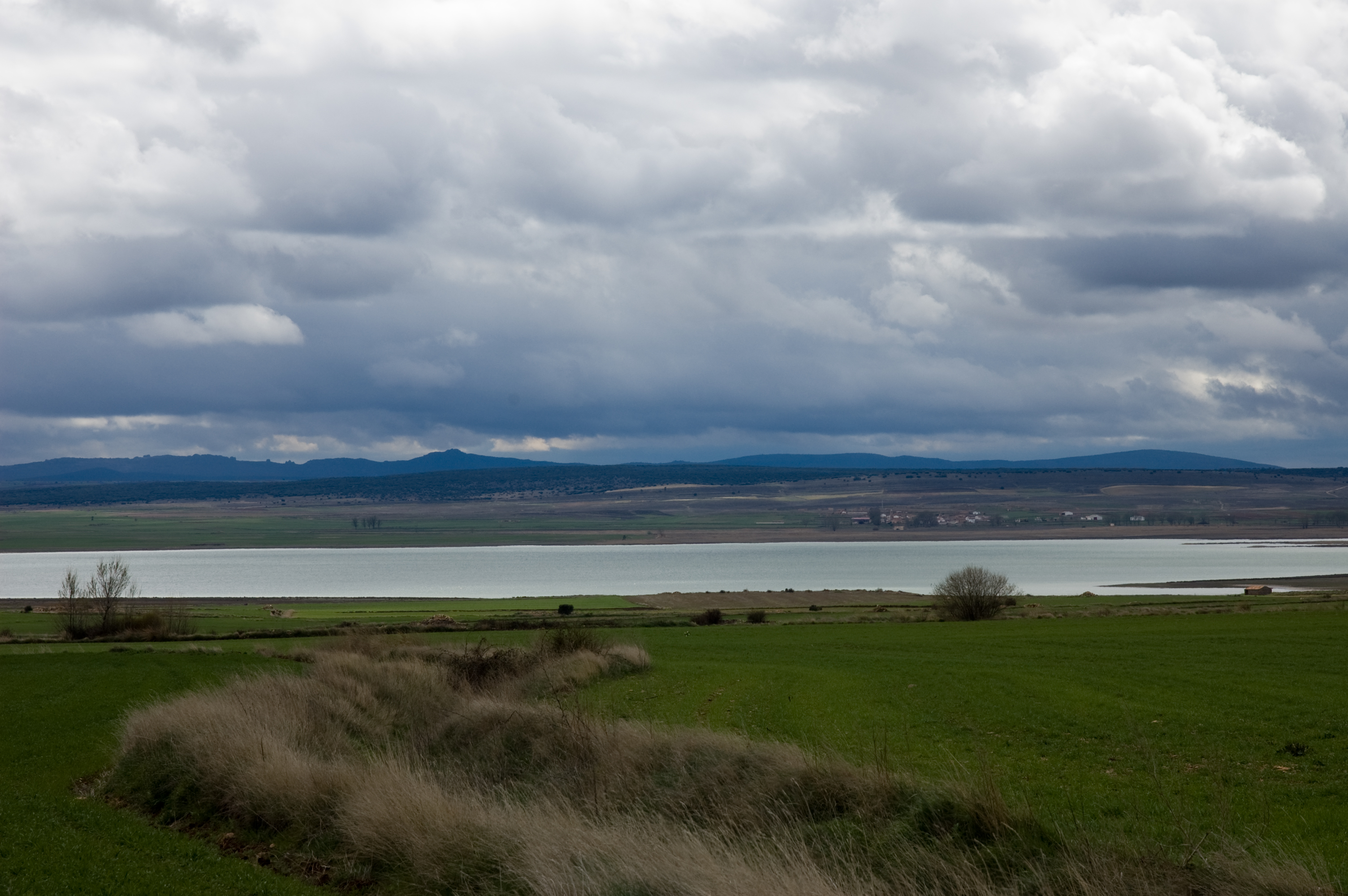
Laguna de Gallocanta, en las inmediaciones de Tornos.

- Hay vestigios de poblados celtibéricos en el paraje de la Ermita de Ntra. Sra. de los Olmos, en un pequeño cerro aislado, con un foso y un lienzo de muralla. Fue abandonado en el siglo III a. C. Otros restos, aunque escasos, ya que fueron ocultados o destruidos en la construcción medieval, se encuentran en el castillo, donde sólo se ve parte de una muralla.
- Castillo de Tornos. De él sólo quedan restos de tres torreones y un muro, además de un pasillo excavado en la pared de rocas y que comunica las dos terrazas del cerro. Se conoce el nombre de algunos de sus alcaides designados por el rey aragonés Jaime II, de cuya Corona dependía el castillo. Tuvo gran importancia para la defensa de la frontera aragonesa, especialmente en la guerra de los Dos Pedros y en 1347 a favor de Pedro IV de Aragón, contra los rebeldes unionistas.
- La iglesia del Salvador del siglo XVIII, es una obra barroca de mampostería, con tres naves cubiertas con bóveda de medio cañón con lunetos, decorada con motivos vegetales y de ángeles.
- La ermita de Nuestra Señora de los Olmos también es del XVIII, de mampostería, con una nave, cubierta con bóveda de arista y crucero con cúpula. Este edificio, como el anterior, contiene retablos y piezas de distintas épocas. La talla de la Virgen, románica del siglo XIII, fue robada de la ermita, junto con otras imágenes.
- De entre sus peirones, destaca el de San Antón, en la Plaza, del siglo XVII, declarado de interés artístico.
- Hay numerosas casas solariegas, de los Martín, de los Luna, de los Moreno, de la Primicia...
- En el urbanismo del pueblo en frecuente encontrar replacetas. Conserva lavadero público.
- En abril del año 2010, Tornos se convirtió en el primer municipio de España en contar con cineclub digital de Alta Definición y televisión a la carta.

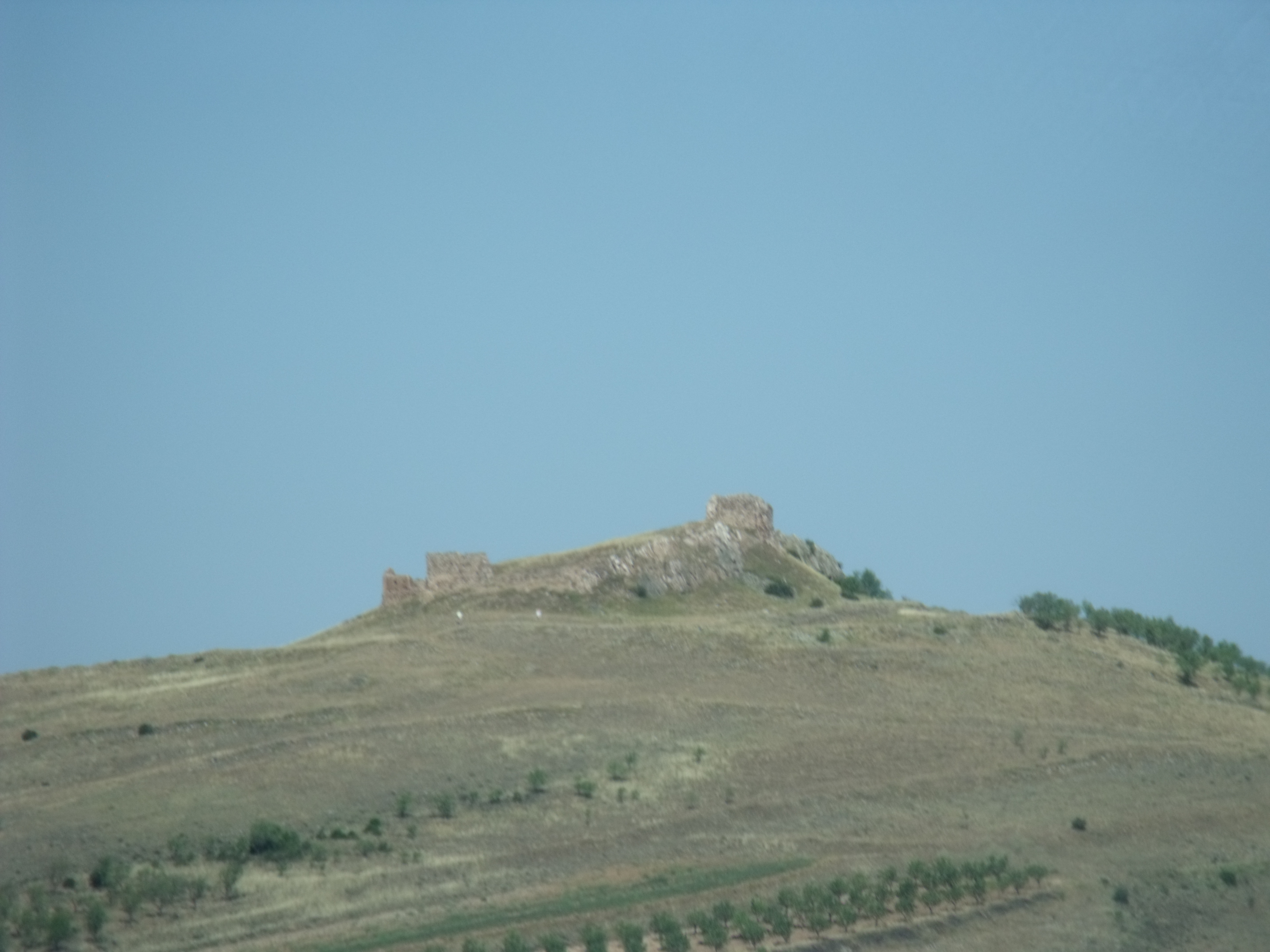
Restos del castillo
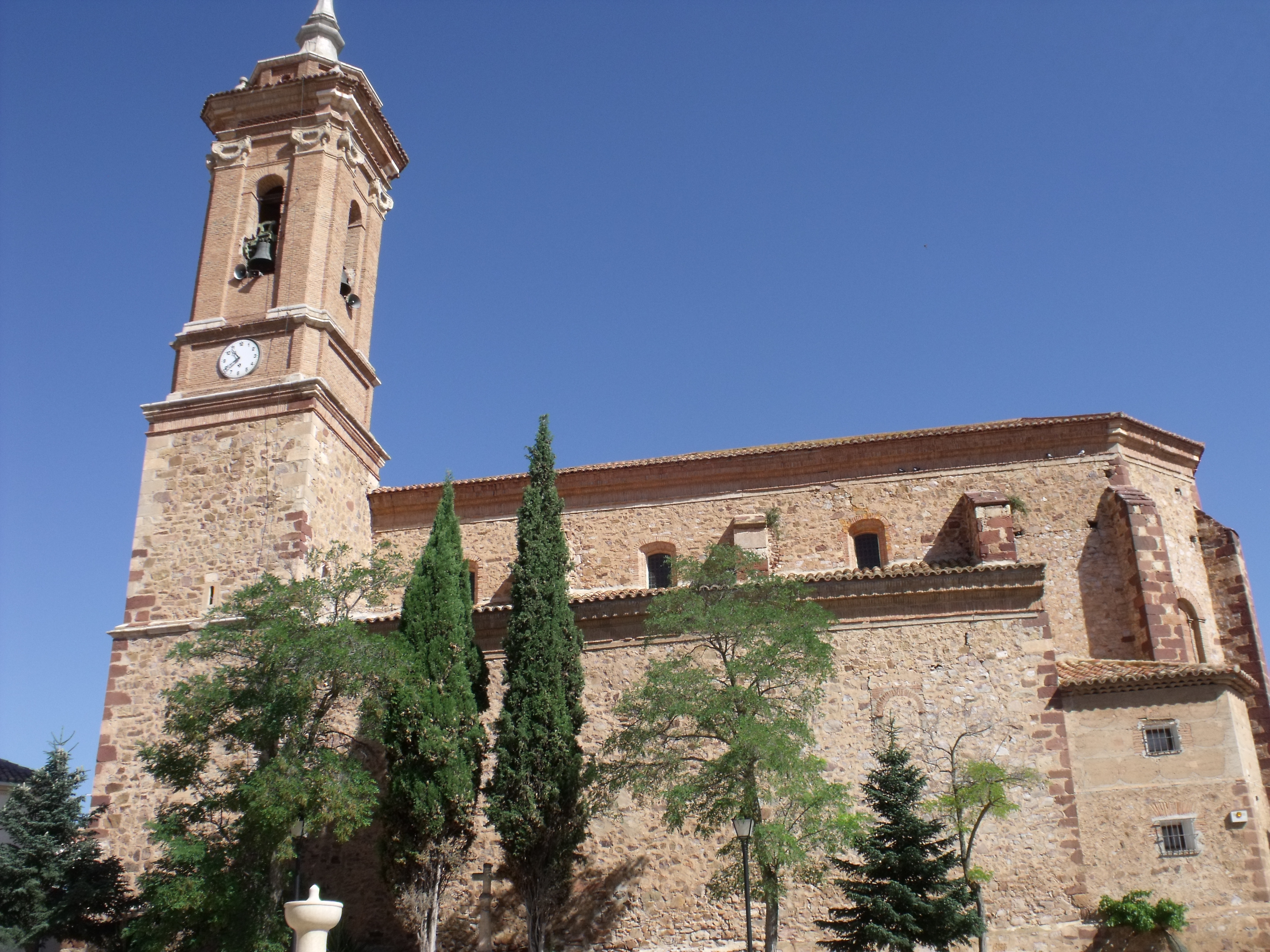
Iglesia del Salvador
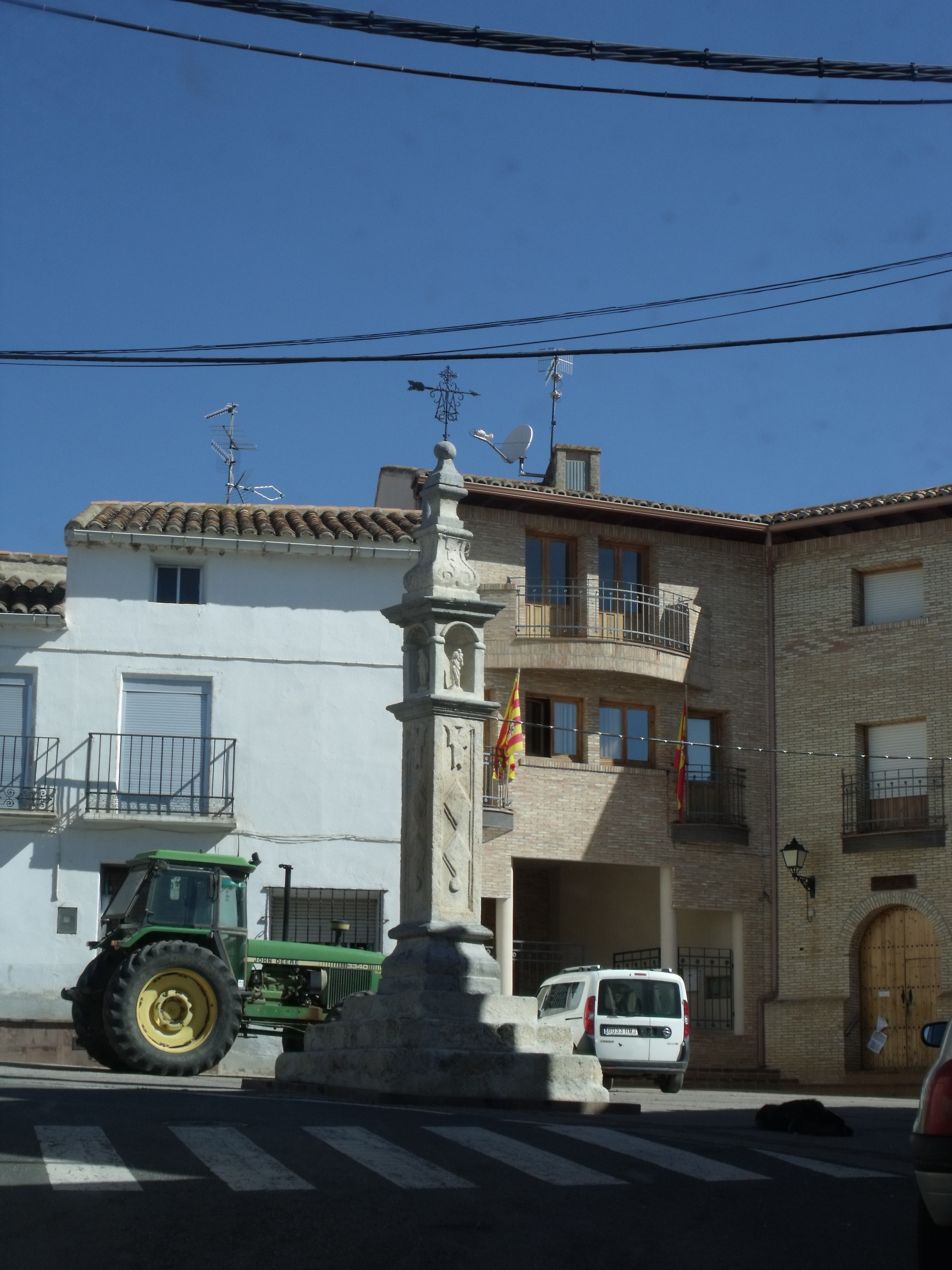
Peirón de San Antón
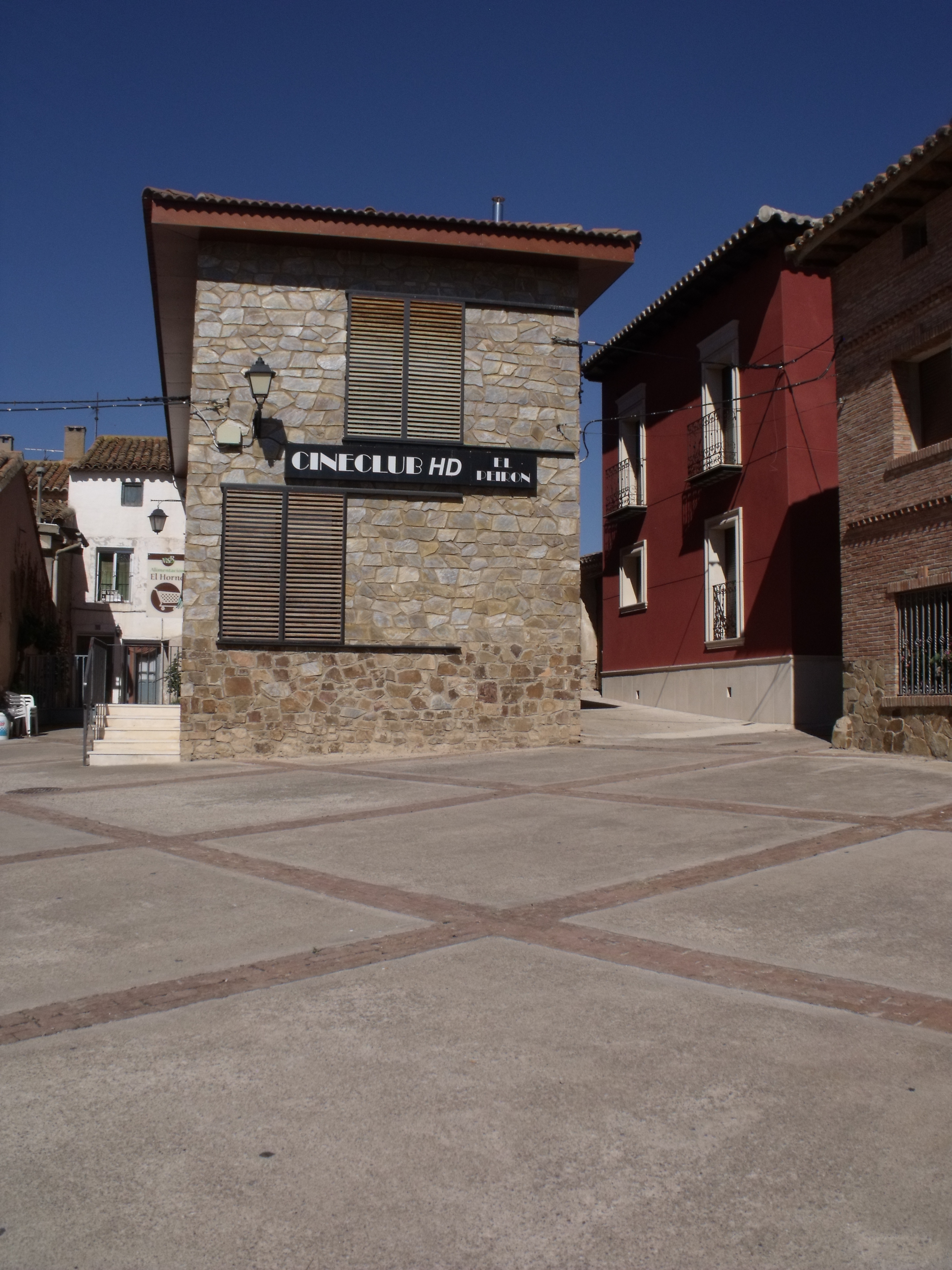
Cineclub HD
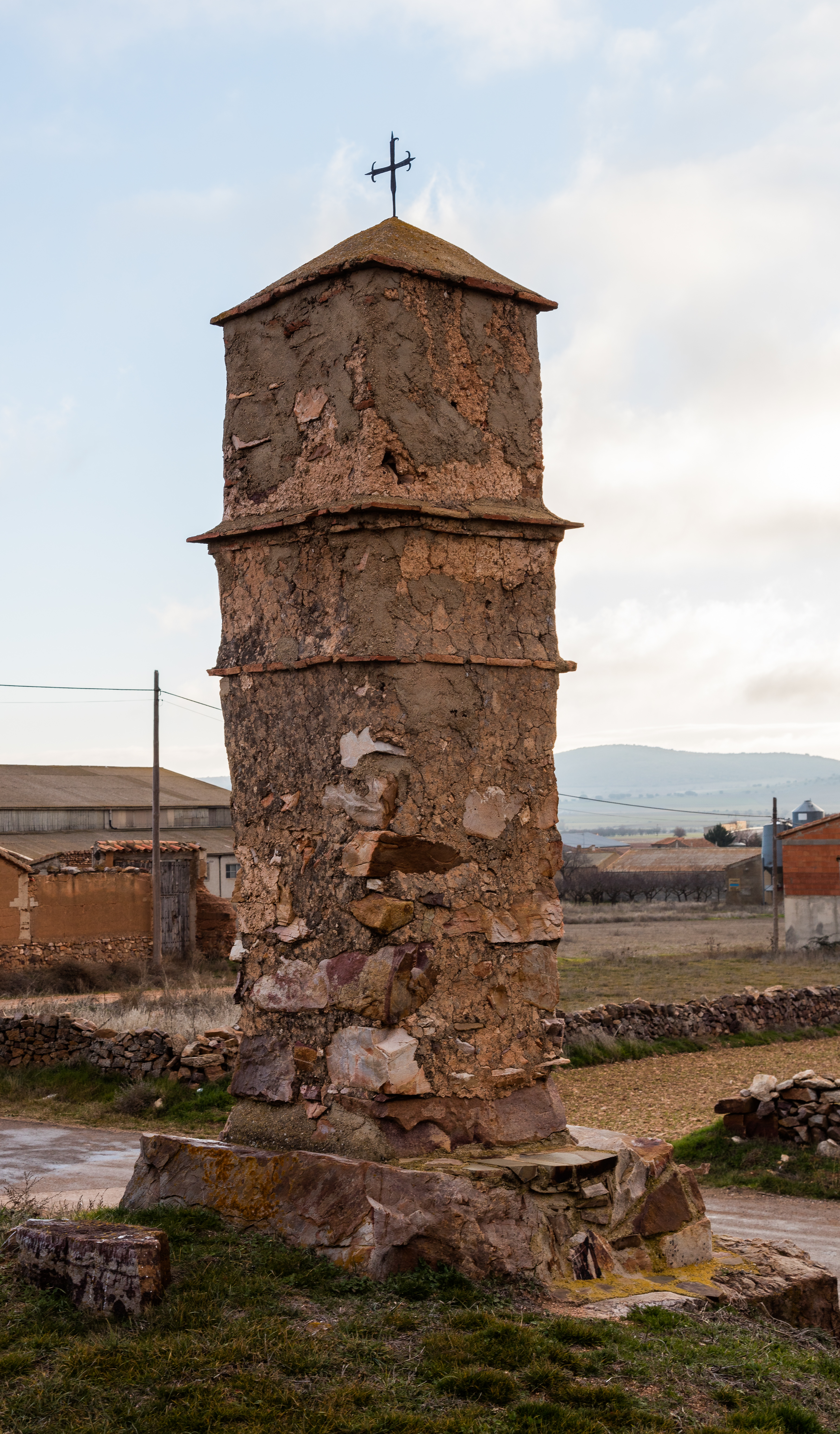
Peirón
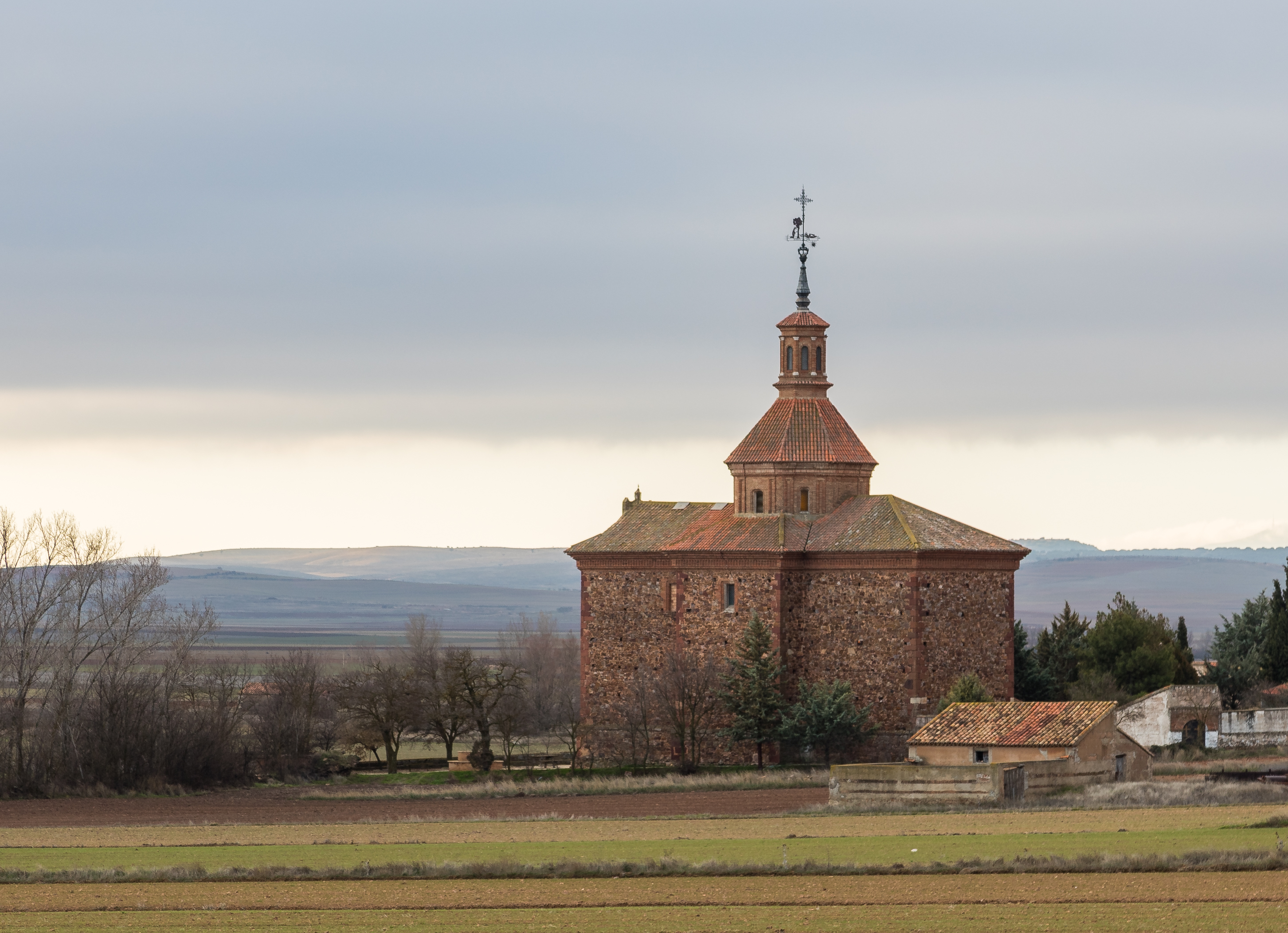
Ermita de la Virgen de los Olmos

### Fiestas
- Entre sus tradiciones está la romería a la ermita de Santa Cruz, el 3 de mayo. Desde ella se va a la ermita de la Virgen de los Olmos y se bendicen los términos del pueblo. La ermita se Santa Cruz ha sido restaurada el año 2017.
- El Jueves Santo también es tradición desde hace más de 400 años leer en la Plaza del pueblo el nombre de los hermanos de la Cofradía de la Sangre de Cristo. El Viernes Santo, al amanecer, se va hasta la ermita del Virgen cantando el Reloj de la Pasión.
- Las fiestas patronales en honor de la Virgen de los Olmos son en agosto. La revolvedera es el baile típico al final de cada sesión de baile. El 6 de agosto se celebra la fiesta de San Salvador, titular de la parroquia. El 13 de junio, San Antonio, patrón del pueblo.
- Las hogueras de San Antón, el 16 de enero, reúnen alrededor del fuego a los vecinos de cada calle.
- En los carnavales destacaban figuras como los "zarriones", que cubrían el rostro con máscaras o lo llevaban pintado de negro y asustaban al pueblo con sus esquilos atados, o las "madamitas", en cuya cabeza sostenían una silla del revés tapada con una colcha o sábana, y podían ser hombres o mujeres.